# Protapanteles caberatae
Protapanteles caberatae är en stekelart som först beskrevs av Muesebeck 1956.  Protapanteles caberatae ingår i släktet Protapanteles och familjen bracksteklar. Inga underarter finns listade i Catalogue of Life.